# 约阿希姆·博尔特
约阿希姆·博尔特（Joachim Boldt，1954年9月29日—），德国麻醉学家，2010年被发现学术不端，2011年被德国吉森大学撤销教职。截至2017年，共有96篇发表论文被撤销。由于他伪造的研究成果可能提升重病患者的死亡率，他已被刑事调查。